# Psicogênese
Na psicologia, a psicogênese (do grego psyche: "alma"; genesis: "origem") é a parte que estuda a origem e o desenvolvimento dos processos mentais, das funções psíquicas, das causas psíquicas que podem causar uma alteração no comportamento etc.

## Etimologia
O termo psicogênese é compreendido como origem, a história da aquisição de conhecimentos e funções psicológicas de uma pessoa. Processo que ocorre ao longo de todo o desenvolvimento, desde os anos iniciais da infância. Aplicado a qualquer tipo de objeto ou campo de conhecimento.

## Psicogênese da língua escrita
No campo da aquisição da escrita e da leitura, essa teoria foi originalmente difundida em países de língua espanhola, na década de 1970, apoiado nos pensamentos do biólogo, psicólogo e epistemólogo Jean Piaget, com forte impacto no Brasil na década seguinte, estudado fortemente por Magda Soares, principalmente, sobretudo na educação Infantil e alfabetização de adolescentes. Considerado, então, ideias revolucinárias para o processo da língua escrita.
A psicogênese da língua escrita é uma teoria que estuda como se organiza o pensamento das crianças durante a aprendizagem da leitura e da escrita, concebendo-as como protagonistas desse processo. O livro “Psicogênese da língua Escrita”, publicado por Ferreiro e Teberosky, apresenta estudos pioneiros sobre essa abordagem.
Ferreiro e Teberosky, relatam em seus estudos como os problemas sociais, econômicas e a metodologia de ensino, método silábio ou fônico, são aspectos que atribuiram a problemática para um fracasso escolar.

## Fases da leitura e escrita
Em 1984, Ferreiro e Teberosky investigaram as hipóteses de escrita e crianças com o método clínico - interação entre sujeito e objeto - ou seja, como desenvolviam a escrita inventada. No primeiro momento, fase pré- fonológica, as crianças representam a escrita através de desenhos - fase icônica. Em seguida, a diferenciação entre o desenho e a escrita, na forma de texto, imitando os traços da escrita de um adulto - chamada garatuja. A partir do conhecimento das letras, as crianças se estabelecem na fase pré-silábica que, mesmo identificando as letras, utilizam qualquer uma delas para representar uma palavra.
Em um segundo momento, a fase fonológica, a criança passa a perceber que toda palavra é composta por sílabas e, assim, registram a escrita atribuindo uma letra para cada sílaba, ou seja, uma consciência silábica. Porém, a priori, as letras utilizadas para a escrita não possuem relação com o fonema - chamado silábico sem valor sonoro. Quando a criança desenvolve mais a consciência silábica, começa a atribuir a letra correspondente ao fonema da sílaba, em sua maioria é representado pelas vogais - silábico com valor sonoro.
A partir do conhecimento da relação fonema-grafema, na fase silábico-alfabético, as crianças ora identificam o som de cada fonema da sílaba ora apenas um deles (silábico). Com a sistematização dessa relação, compreendem todos os fonemas de uma palavra, mesmo que não estiver graficamente correto, denomina-se alfabético. Por fim, a criança se apropria da habilidade do sistema de escrita representando todos os sons dos fonemas das palavras, tornando-se ortográfica.